# Acanthodelta usitata
Acanthodelta usitata là một loài bướm đêm trong họ Noctuidae.